# Desa Kekeran (administrativ by i Indonesien, lat -8,27, long 114,97)
Desa Kekeran är en administrativ by i Indonesien.   Den ligger i provinsen Provinsi Bali, i den sydvästra delen av landet, 900 km öster om huvudstaden Jakarta. Desa Kekeran ligger på ön Bali.